# Collegio di Clacton
Clacton è un collegio elettorale situato nell'Essex, nell'Est dell'Inghilterra, e rappresentato alla Camera dei comuni del Parlamento del Regno Unito. Elegge un membro del parlamento con il sistema first-past-the-post, ossia maggioritario a turno unico; l'attuale parlamentare è Nigel Farage, leader del partito Reform UK, che rappresenta il collegio dal 2024.

## Estensione

Clacton dal 2010 al 2024

A seguito della modifica della rappresentanza parlamentare dell'Essex, la Boundary Commission for England creò il nuovo collegio di Clacton, consistente essenzialmente dell'ex collegio di Harwich, ad eccezione della città di Harwich stessa ed alcuni villaggi vicini, e con in aggiunta St Osyth e Weeley spostate dall'ex collegio di North Essex. Ad eccezione del Mare del Nord, è circondato interamente dal collegio di Harwich and North Essex.
Il collegio comprende le città di Clacton-on-Sea, Frinton-on-Sea e Walton-on-the-Naze, oltre ai villaggi circostanti.
I ward elettorali utilizzati per creare il collegio di Clacton sono interamente contenuti nel distretto di Tendring: 
- 2010-2024: Alton Park, Beaumont and Thorpe, Bockings Elm, Burrsville, Frinton, Golf Green, Hamford, Haven, Holland and Kirby, Homelands, Little Clacton and Weeley, Peter Bruff, Pier, Rush Green, St Bartholomews, St James, St Johns, St Marys, St Osyth and Point Clear, St Pauls e Walton.
- dal 2024: Bluehouse; Burrsville; Cann Hall; Coppins; Eastcliff; Frinton; Homelands; Kirby Cross; Kirby-le-Soken and Hamford; Little Clacton; Pier; St. Bartholomew’s; St. James; St. John’s; St Osyth; St. Paul’s; The Bentleys & Frating; The Oakleys and Wix; Thorpe, Beaumont and Great Holland; Walton; Weeley and Tendring e West Clacton and Jaywick Sands.

## Membri del parlamento
| Elezione | Elezione | Deputato         | Partito      |
| -------- | -------- | ---------------- | ------------ |
|          | 2010     | Douglas Carswell | Conservatore |
|          | 2014 (S) | Douglas Carswell | UKIP         |
|          | 2017     | Douglas Carswell | Indipendente |
|          | 2017     | Giles Watling    | Conservatore |
|          | 2024     | Nigel Farage     | Reform UK    |

## Elezioni

### Elezioni negli anni 2020
| Partito                    | Partito                                           | Candidato                  | Risultati 4 luglio 2024 | Risultati 4 luglio 2024 |
| Partito                    | Partito                                           | Candidato                  | Voti                    | %                       |
| -------------------------- | ------------------------------------------------- | -------------------------- | ----------------------- | ----------------------- |
|                            | Reform UK                                         | Nigel Farage               | 21 225                  | 46,22                   |
|                            | Conservatore                                      | Giles Watling              | 12 820                  | 27,92                   |
|                            | Laburista                                         | Jovan Owusu-Nepaul         | 7 448                   | 16,22                   |
|                            | Lib Dem                                           | Matthew Bensilum           | 2 016                   | 4,39                    |
|                            | Verdi                                             | Natasha Osben              | 1 935                   | 4,21                    |
|                            | Indipendente                                      | Tony Mack                  | 317                     | 0,69                    |
|                            | UKIP                                              | Andrew Pemberton           | 116                     | 0,25                    |
|                            | Climate                                           | Craig Jamieson             | 48                      | 0,10                    |
|                            |                                                   |                            |                         |                         |
| Iscritti                   | Iscritti                                          | Iscritti                   | 78 703                  | 100,00                  |
| ↳ Votanti (% su iscritti)  | ↳ Votanti (% su iscritti)                         | ↳ Votanti (% su iscritti)  | 46 066                  | 58,53                   |
| ↳ Astenuti (% su iscritti) | ↳ Astenuti (% su iscritti)                        | ↳ Astenuti (% su iscritti) | 32 637                  | 41,47                   |
|                            |                                                   |                            |                         |                         |
|                            | Esito: collegio passa da Conservatore a Reform UK |                            |                         |                         |

### Elezioni negli anni 2010
| Partito                    | Partito                                   | Candidato                  | Risultati 12 dicembre 2019 | Risultati 12 dicembre 2019 |
| Partito                    | Partito                                   | Candidato                  | Voti                       | %                          |
| -------------------------- | ----------------------------------------- | -------------------------- | -------------------------- | -------------------------- |
|                            | Conservatore                              | Giles Watling              | 31 438                     | 72,26                      |
|                            | Laburista                                 | Kevin Bonavia              | 6 736                      | 15,48                      |
|                            | Lib Dem                                   | Callum Robertson           | 2 541                      | 5,84                       |
|                            | Verdi                                     | Chris Southall             | 1 225                      | 2,82                       |
|                            | Indipendente                              | Andy Morgan                | 1 099                      | 2,53                       |
|                            | Indipendente                              | Colin Bennett              | 243                        | 0,56                       |
|                            | Monster Raving Loony                      | Just-John Sexton           | 224                        | 0,51                       |
|                            |                                           |                            |                            |                            |
| Iscritti                   | Iscritti                                  | Iscritti                   | 70 930                     | 100,00                     |
| ↳ Votanti (% su iscritti)  | ↳ Votanti (% su iscritti)                 | ↳ Votanti (% su iscritti)  | 43 506                     | 61,34                      |
| ↳ Astenuti (% su iscritti) | ↳ Astenuti (% su iscritti)                | ↳ Astenuti (% su iscritti) | 27 424                     | 38,66                      |
|                            |                                           |                            |                            |                            |
|                            | Esito: collegio confermato a Conservatore |                            |                            |                            |

| Partito                    | Partito                                      | Candidato                  | Risultati 8 giugno 2017 | Risultati 8 giugno 2017 |
| Partito                    | Partito                                      | Candidato                  | Voti                    | %                       |
| -------------------------- | -------------------------------------------- | -------------------------- | ----------------------- | ----------------------- |
|                            | Conservatore                                 | Giles Watling              | 27 031                  | 61,23                   |
|                            | Laburista                                    | Natasha Osben              | 11 203                  | 25,38                   |
|                            | UKIP                                         | Paul Oakley                | 3 357                   | 7,60                    |
|                            | Lib Dem                                      | David Grace                | 887                     | 2,01                    |
|                            | Verdi                                        | Chris Southall             | 719                     | 1,63                    |
|                            | Indipendente                                 | Caroline Shearer           | 449                     | 1,02                    |
|                            | Democratici                                  | Robin Tilbrook             | 289                     | 0,65                    |
|                            | Indipendente                                 | Nick Martin                | 210                     | 0,48                    |
|                            |                                              |                            |                         |                         |
| Iscritti                   | Iscritti                                     | Iscritti                   | 69 301                  | 100,00                  |
| ↳ Votanti (% su iscritti)  | ↳ Votanti (% su iscritti)                    | ↳ Votanti (% su iscritti)  | 44 145                  | 63,70                   |
| ↳ Astenuti (% su iscritti) | ↳ Astenuti (% su iscritti)                   | ↳ Astenuti (% su iscritti) | 25 156                  | 36,30                   |
|                            |                                              |                            |                         |                         |
|                            | Esito: collegio passa da UKIP a Conservatore |                            |                         |                         |

| Partito                    | Partito                           | Candidato                  | Risultati 7 maggio 2015 | Risultati 7 maggio 2015 |
| Partito                    | Partito                           | Candidato                  | Voti                    | %                       |
| -------------------------- | --------------------------------- | -------------------------- | ----------------------- | ----------------------- |
|                            | UKIP                              | Douglas Carswell           | 19 642                  | 44,43                   |
|                            | Conservatore                      | Giles Watling              | 16 205                  | 36,66                   |
|                            | Laburista                         | Tim Young                  | 6 364                   | 14,40                   |
|                            | Verdi                             | Chris Southall             | 1 184                   | 2,68                    |
|                            | Lib Dem                           | David Grace                | 812                     | 1,84                    |
|                            |                                   |                            |                         |                         |
| Iscritti                   | Iscritti                          | Iscritti                   | 68 965                  | 100,00                  |
| ↳ Votanti (% su iscritti)  | ↳ Votanti (% su iscritti)         | ↳ Votanti (% su iscritti)  | 44 207                  | 64,10                   |
| ↳ Astenuti (% su iscritti) | ↳ Astenuti (% su iscritti)        | ↳ Astenuti (% su iscritti) | 24 758                  | 35,90                   |
|                            |                                   |                            |                         |                         |
|                            | Esito: collegio confermato a UKIP |                            |                         |                         |

| Partito                    | Partito                                      | Candidato                  | Risultati 9 ottobre 2014 | Risultati 9 ottobre 2014 |
| Partito                    | Partito                                      | Candidato                  | Voti                     | %                        |
| -------------------------- | -------------------------------------------- | -------------------------- | ------------------------ | ------------------------ |
|                            | UKIP                                         | Douglas Carswell           | 21 113                   | 59,75                    |
|                            | Conservatore                                 | Giles Watling              | 8 709                    | 24,64                    |
|                            | Laburista                                    | Tim Young                  | 3 957                    | 11,20                    |
|                            | Verdi                                        | Chris Southall             | 688                      | 1,95                     |
|                            | Lib Dem                                      | Andy Graham                | 483                      | 1,37                     |
|                            | Indipendente                                 | Bruce Sizer                | 205                      | 0,58                     |
|                            | Monster Raving Loony                         | Alan "Howling Laud" Hope   | 127                      | 0,36                     |
|                            | Indipendente                                 | Charlotte Rose             | 56                       | 0,16                     |
|                            |                                              |                            |                          |                          |
| Iscritti                   | Iscritti                                     | Iscritti                   | 69 019                   | 100,00                   |
| ↳ Votanti (% su iscritti)  | ↳ Votanti (% su iscritti)                    | ↳ Votanti (% su iscritti)  | 35 338                   | 51,20                    |
| ↳ Astenuti (% su iscritti) | ↳ Astenuti (% su iscritti)                   | ↳ Astenuti (% su iscritti) | 33 681                   | 48,80                    |
|                            |                                              |                            |                          |                          |
|                            | Esito: collegio passa da Conservatore a UKIP |                            |                          |                          |

| Partito                    | Partito                                         | Candidato                  | Risultati 6 maggio 2010 | Risultati 6 maggio 2010 |
| Partito                    | Partito                                         | Candidato                  | Voti                    | %                       |
| -------------------------- | ----------------------------------------------- | -------------------------- | ----------------------- | ----------------------- |
|                            | Conservatore                                    | Douglas Carswell           | 22 867                  | 53,03                   |
|                            | Laburista                                       | Ivan Henderson             | 10 799                  | 25,04                   |
|                            | Lib Dem                                         | Michael Green              | 5 577                   | 12,93                   |
|                            | BNP                                             | Jim Taylor                 | 1 975                   | 4,58                    |
|                            | Indipendente                                    | Terry Allen                | 1 078                   | 2,50                    |
|                            | Verdi                                           | Chris Southall             | 535                     | 1,24                    |
|                            | Indipendente                                    | Chris Humphrey             | 292                     | 0,68                    |
|                            |                                                 |                            |                         |                         |
| Iscritti                   | Iscritti                                        | Iscritti                   | 67 169                  | 100,00                  |
| ↳ Votanti (% su iscritti)  | ↳ Votanti (% su iscritti)                       | ↳ Votanti (% su iscritti)  | 43 123                  | 64,20                   |
| ↳ Astenuti (% su iscritti) | ↳ Astenuti (% su iscritti)                      | ↳ Astenuti (% su iscritti) | 24 046                  | 35,80                   |
|                            |                                                 |                            |                         |                         |
|                            | Esito: collegio a Conservatore (nuovo collegio) |                            |                         |                         |

## Risultati dei referendum

### Referendum sulla permanenza del Regno Unito nell'Unione europea del 2016
|             | Collegio | Lasciare UE % | Rimanere in UE % |
| ----------- | -------- | ------------- | ---------------- |
|             | Clacton  | 70,0%         | 30,0%            |
| Inghilterra | 53,3%    | 46,7%         |                  |
| Regno Unito | 51,9%    | 48,1%         |                  |